# An Lạc, Lục Yên
An Lạc là một xã thuộc huyện Lục Yên, tỉnh Yên Bái, Việt Nam.
Xã An Lạc có diện tích 40,02 km², dân số năm 2019 là 2.699 người, mật độ dân số đạt 67 người/km².